# 国際開発コンサルタンツ
株式会社国際開発コンサルタンツ（こくさいかいはつコンサルタンツ）は、東京都文京区小石川一丁目に本社を置く中堅の総合建設コンサルタント会社。都市計画・地域計画等に強みを持つ。

## 沿革
- 1971年1月20日 ‐ 東京都港区赤坂に設立
- 1976年 - 本社を千代田区三番町へ移転
- 1979年 - 東北営業所（現仙台支店）設置
- 1984年 - 名古屋事務所（現名古屋支店）設置
- 2002年 - ISO 9001認証取得
- 2005年 - 本社を中央区八丁堀へ移転
- 2011年 - 本社を新宿区新宿六丁目へ移転
- 2021年10月 - 本社を文京区小石川一丁目へ移転